# Riotur
A Riotur - Empresa de Turismo do Município do Rio de Janeiro S.A. é o órgão da cidade do Rio de Janeiro encarregado da promoção da cidade do Rio de Janeiro no Brasil e no exterior, além da organização e produção dos grandes eventos, como Carnaval e Réveillon. É vinculada a Secretaria Especial de Turismo do Rio de Janeiro, de acordo com o Decreto Rio nº 49.332 de 26 de agosto de 2021.

## História
A Riotur foi criada pela Lei 2079 em 14 de julho de 1972, como Riotur S/A - Empresa de Turismo do Estado da Guanabara. Seu primeiro presidente foi Aníbal Uzeda de Oliveira.